# Gwatemala na Letnich Igrzyskach Olimpijskich 2016
Gwatemalę na Letnich Igrzyskach Olimpijskich 2012, które odbyły się w Rio de Janeiro, reprezentowało 21 zawodników – 15 mężczyzn i 6 kobiet.
Był to czternasty start Gwatemali na letnich igrzyskach olimpijskich.

## Reprezentanci

### Badminton
Mężczyźni
| Zawodnik     | Konkurencja     | Faza grupowa     | Faza grupowa                  | Faza grupowa     | Faza grupowa | 1/8              | Ćwierćfinał      | Półfinał         | Finał/BM         | Finał/BM |
| Zawodnik     | Konkurencja     | Przeciwnik Wynik | Przeciwnik Wynik              | Przeciwnik Wynik | Pozycja      | Przeciwnik Wynik | Przeciwnik Wynik | Przeciwnik Wynik | Przeciwnik Wynik | Pozycja  |
| ------------ | --------------- | ---------------- | ----------------------------- | ---------------- | ------------ | ---------------- | ---------------- | ---------------- | ---------------- | -------- |
| Kevin Cordón | singel mężczyzn | Chen P WO        | Dziółko P 21-18, 10-21, 13-21 | Karunaratne P WO | 4.           | NQ               | NQ               | NQ               | NQ               | NQ       |

### Gimnastyka

#### Gimnastyka sportowa
Kobiety
| Zawodniczka     | Konkurencja           | Eliminacje | Eliminacje | Eliminacje | Eliminacje | Eliminacje | Eliminacje | Finał    | Finał    | Finał    | Finał    | Finał | Finał   |
| Zawodniczka     | Konkurencja           | Przyrząd   | Przyrząd   | Przyrząd   | Przyrząd   | Wynik      | Pozycja    | Przyrząd | Przyrząd | Przyrząd | Przyrząd | Wynik | Pozycja |
| Zawodniczka     | Konkurencja           | V          | UB         | BB         | F          | Wynik      | Pozycja    | V        | UB       | BB       | F        | Wynik | Pozycja |
| --------------- | --------------------- | ---------- | ---------- | ---------- | ---------- | ---------- | ---------- | -------- | -------- | -------- | -------- | ----- | ------- |
| Ana Sofía Gómez | wielobój indywidualny | 14,766     | 13,766     | 13,400     | 12,900     | 54,832     | 32.        | NQ       | NQ       | NQ       | NQ       | NQ    | NQ      |

### Judo
Mężczyźni
| Zawodnik   | Konkurencja | 1/16                  | 1/8              | Ćwierćfinał      | Półfinał         | Repasaż          | Finał/BM         | Finał/BM |
| Zawodnik   | Konkurencja | Przeciwnik Wynik      | Przeciwnik Wynik | Przeciwnik Wynik | Przeciwnik Wynik | Przeciwnik Wynik | Przeciwnik Wynik | Pozycja  |
| ---------- | ----------- | --------------------- | ---------------- | ---------------- | ---------------- | ---------------- | ---------------- | -------- |
| José Ramos | −60 kg      | Tsogtbaatar P 000–100 | NQ               | NQ               | NQ               | NQ               | NQ               | NQ       |

### Kolarstwo

#### Kolarstwo szosowe
Mężczyźni
| Zawodnik     | Konkurencja                | Czas | Pozycja |
| ------------ | -------------------------- | ---- | ------- |
| Manuel Rodas | wyścig ze startu wspólnego | DNF  | DNF     |

### Lekkoatletyka
Mężczyźni
| Zawodnik             | Konkurencja   | Finał    | Finał   |
| Zawodnik             | Konkurencja   | Rezultat | Pozycja |
| -------------------- | ------------- | -------- | ------- |
| Erick Barrondo       | chód na 20 km | 1:27:01  | 50.     |
| José Raymundo        | chód na 20 km | 1:29:07  | 56.     |
| Mario Bran           | chód na 50 km | 4:15:14  | 40.     |
| Jaime Quiyuch        | chód na 50 km | DSQ      | DSQ     |
| José Amado García    | maraton       | 2:30:11  | 118.    |
| Juan Carlos Trujillo | maraton       | 2:20:24  | 67.     |

Kobiety
| Zawodniczka    | Konkurencja   | Finał    | Finał   |
| Zawodniczka    | Konkurencja   | Rezultat | Pozycja |
| -------------- | ------------- | -------- | ------- |
| Mayra Herrera  | chód na 20 km | DSQ      | DSQ     |
| Mirna Ortiz    | chód na 20 km | 1:35:11  | 30.     |
| Maritza Poncio | chód na 20 km | 1:40:09  | 52.     |

### Pięciobój nowoczesny
| Zawodnik          | Konkurencja | Szermierka | Szermierka | Szermierka | Pływanie | Pływanie | Pływanie | Jeździectwo | Jeździectwo | Jeździectwo | Strzelanie/bieganie | Strzelanie/bieganie | Strzelanie/bieganie | Razem punktów | Pozycja |
| Zawodnik          | Konkurencja | Rezultat   | Poz.       | Punkty     | Czas     | Poz.     | Punkty   | Błędy       | Poz.        | Punkty      | Czas                | Poz.                | Punkty              | Razem punktów | Pozycja |
| ----------------- | ----------- | ---------- | ---------- | ---------- | -------- | -------- | -------- | ----------- | ----------- | ----------- | ------------------- | ------------------- | ------------------- | ------------- | ------- |
| Charles Fernández | mężczyźni   | 19-16      | 16.        | 214        | 2:03,18  | 14.      | 331      | 29          | 27.         | 271         | 11:21,49            | 11.                 | 619                 | 1435          | 15.     |
| Isabel Brand      | kobiety     | 14-210     | 31.        | 184        | 2:22:57  | 34.      | 273      | 7           | 8.          | 293         | 12:54,11            | 13.                 | 526                 | 1276          | 21.     |

### Pływanie
Mężczyźni
| Zawodnik      | Konkurencja      | Eliminacje | Eliminacje | Półfinał | Półfinał | Finał | Finał   |
| Zawodnik      | Konkurencja      | Czas       | Pozycja    | Czas     | Pozycja  | Czas  | Pozycja |
| ------------- | ---------------- | ---------- | ---------- | -------- | -------- | ----- | ------- |
| Luis Martínez | 100 m motylkowym | 52,22      | 19.        | NQ       | NQ       | NQ    | NQ      |

Kobiety
| Zawodniczka    | Konkurencja    | Eliminacje | Eliminacje | Finał | Finał   |
| Zawodniczka    | Konkurencja    | Czas       | Pozycja    | Czas  | Pozycja |
| -------------- | -------------- | ---------- | ---------- | ----- | ------- |
| Valerie Gruest | 400 m dowolnym | 4:19,58    | 29.        | NQ    | NQ      |
| Valerie Gruest | 800 m dowolnym | 8:39,80    | 22.        | NQ    | NQ      |

### Podnoszenie ciężarów
Mężczyźni
| Zawodnik     | Konkurencja | Rwanie | Rwanie  | Podrzut | Podrzut | Razem  | Pozycja |
| Zawodnik     | Konkurencja | Wynik  | Pozycja | Wynik   | Pozycja | Razem  | Pozycja |
| ------------ | ----------- | ------ | ------- | ------- | ------- | ------ | ------- |
| Edgar Pineda | −56 kg      | 108 kg | 15.     | 143 kg  | 10.     | 251 kg | 10.     |

### Strzelectwo
Mężczyźni
| Zawodnik     | Konkurencja   | Kwalifikacje | Kwalifikacje | Półfinał | Półfinał | Finał | Finał   |
| Zawodnik     | Konkurencja   | Wynik        | Pozycja      | Wynik    | Pozycja  | Wynik | Pozycja |
| ------------ | ------------- | ------------ | ------------ | -------- | -------- | ----- | ------- |
| Enrique Brol | trap podwójny | 133          | 10.          | NQ       | NQ       | NQ    | NQ      |
| Hebert Brol  | trap podwójny | 116          | 20.          | NQ       | NQ       | NQ    | NQ      |

### Żeglarstwo
Mężczyźni
| Zawodnik            | Konkurencja | Wyścig | Wyścig | Wyścig | Wyścig | Wyścig | Wyścig | Wyścig | Wyścig | Wyścig | Wyścig | Wyścig | Punkty | Finałowa pozycja |
| Zawodnik            | Konkurencja | 1      | 2      | 3      | 4      | 5      | 6      | 7      | 8      | 9      | 10     | M      | Punkty | Finałowa pozycja |
| ------------------- | ----------- | ------ | ------ | ------ | ------ | ------ | ------ | ------ | ------ | ------ | ------ | ------ | ------ | ---------------- |
| Juan Ignacio Maegli | Laser       | 18.    | 14.    | 3.     | 7.     | 16.    | 25.    | 17.    | 17.    | 3.     | 7.     | 14.    | 117    | 8.               |